# Безногий опистоцентр
Безногий опистоцентр (лат. Pholidapus dybowskii) — вид морских лучепёрых рыб семейства стихеевых. Единственный вид рода Pholidapus.

## Таксономия
Pholidapus был впервые предложен как монотипический род в 1897 году американскими ихтиологами, братьями Тарлтоном Хоффманом Бином и Бартоном Эпплером Бином, когда они описали новый вид Pholidapus grebnitskii из Японии. Позднее стало ясно, что P. grebnitskii является младшим синонимом Centronotus dybowskii, который был описан в 1880 году Францем Штейндахнером из залива Стрелок недалеко от Владивостока в России. Некоторые специалисты помещают этот таксон в подсемейство Opisthocentrinae внутри семейства Stichaeidae, в то время как другие рассматривают подсемейство как полноценное семейство Ophistocentridae.

## Этимология
Название Pholidapus намекает на сходство с родом Pholis и объединяет это название с apus, что означает «безногий», намекая на отсутствие брюшных плавников. Видовое название, скорее всего, дано в честь польского биолога Бенедикта Дыбовского, изучавшего фауну Дальнего Востока России.

## Внешний вид и строение
Pholidapus dybowskii, как и Pholis, имеет угревидное тело с небольшой сжатой с боков головой, лишенной чешуи. Брюшных плавников нет. В спинном плавнике от 60 до 65 шипов, и передние шипы гибкие, но задняя треть шипов жесткая. В анальном плавнике 2 шипа и от 38 до 41 мягкого луча. Грудной плавник большой и имеет 18 или 19 плавниковых лучей. На спинном плавнике есть 1 или 2 черных пятна. Тело зеленовато-желтовато-коричневого цвета, на нем могут быть беспорядочные горизонтальные и вертикальные полосы, которые, как правило, становятся нечеткими по направлению к хвосту и животу. Грудной плавник, нижняя сторона головы и брюшко зеленовато-желтые. Основание хвостового плавника сероватое, остальная часть серо-оранжевая с белой кромкой. Спинной плавник коричневато-серый с рядом зеленовато-черных или синих пятен. Анальный плавник оливковый с белой кромкой. Грудной плавник имеет темно-коричневое основание. Максимальная опубликованная общая длина составляет 46 см.

## Распространение и среда обитания
Встречается в северо-западной части Тихого океана, у берегов южных Курильских островов и северо-западе Охотского моря к югу от Хоккайдо и северной части Японского моря. Этот вид обитает среди водорослей вблизи берега на глубине до 146 м.